# Asiut
Asiut (أسيوط  Usyiut), antiguamente Licópolis, es la capital de la gobernación egipcia de Asiut. Su emplazamiento actual difiere del de la antigua ciudad, la cual fue la capital del XIII nomo del Alto Egipto. Está situada en la ribera occidental del río Nilo, 359 km al sur de El Cairo.

## Toponimia
El nombre de la ciudad deriva del egipcio antiguo Zawty (Z3JW.TJ) (egipcio tardío, Səyáwt) adaptado en copto como Syowt (ⲥⲓⲟⲟⲩⲧ [sɪˈjowt]), que significa "guardián" del acceso norte del Alto Egipto. En el Egipto grecorromano, se llamaba Licópolis o Lykopolis (en griego: Λυκόπολις o "ἡ Λύκων πόλις"), ('la ciudad de los lobos') Licón, o Lyco.
El topónimo egipcio actual es Sauty y el árabe estándar, Asiut.

## Historia
| O34 · G39 | w | t · O49 |

| O34 · G39 | w | t · O49 |

Era una gran plaza comercial donde confluían las caravanas procedentes del mar Rojo y de Nubia. Durante el Primer Periodo Intermedio, los gobernantes de "Zawty" (Jeti I, Tefibi y Jeti II) fueron partidarios de los reyes heracleopolitanos, de cuyos dominios el nomo formaba los límites meridionales. El conflicto entre este nomo y los nomos meridionales bajo el dominio de la dinastía XI terminó con la victoria de Tebas y el declive de la importancia de Asiut.
En esta ciudad se veneraba al dios Upuat «el que abre los caminos», dios funerario y de la guerra, representado como un lobo en la proa de una barca solar, de donde proviene el nombre griego de Licópolis.
Aunque no se conoce con certeza Suidas sostuvo que esta ciudad fue el lugar de nacimiento del filósofo Plotino (Πλωτίνος) fundador del neoplatonismo.
En la actualidad es una importante ciudad, siendo la capital de la gobernación homónima. Su población es de 343.498 habitantes (2006) y es uno de los principales centros coptos. En sus inmediaciones se construyó una gran presa con esclusas, concluida en 1902, de la que parte el canal de Ibrahimia que comunica con el Canal de José, el mayor canal de irrigación de Egipto, que aporta las aguas del río Nilo al lago Birket Qarun, en el-Fayum. Dispone de universidad. 

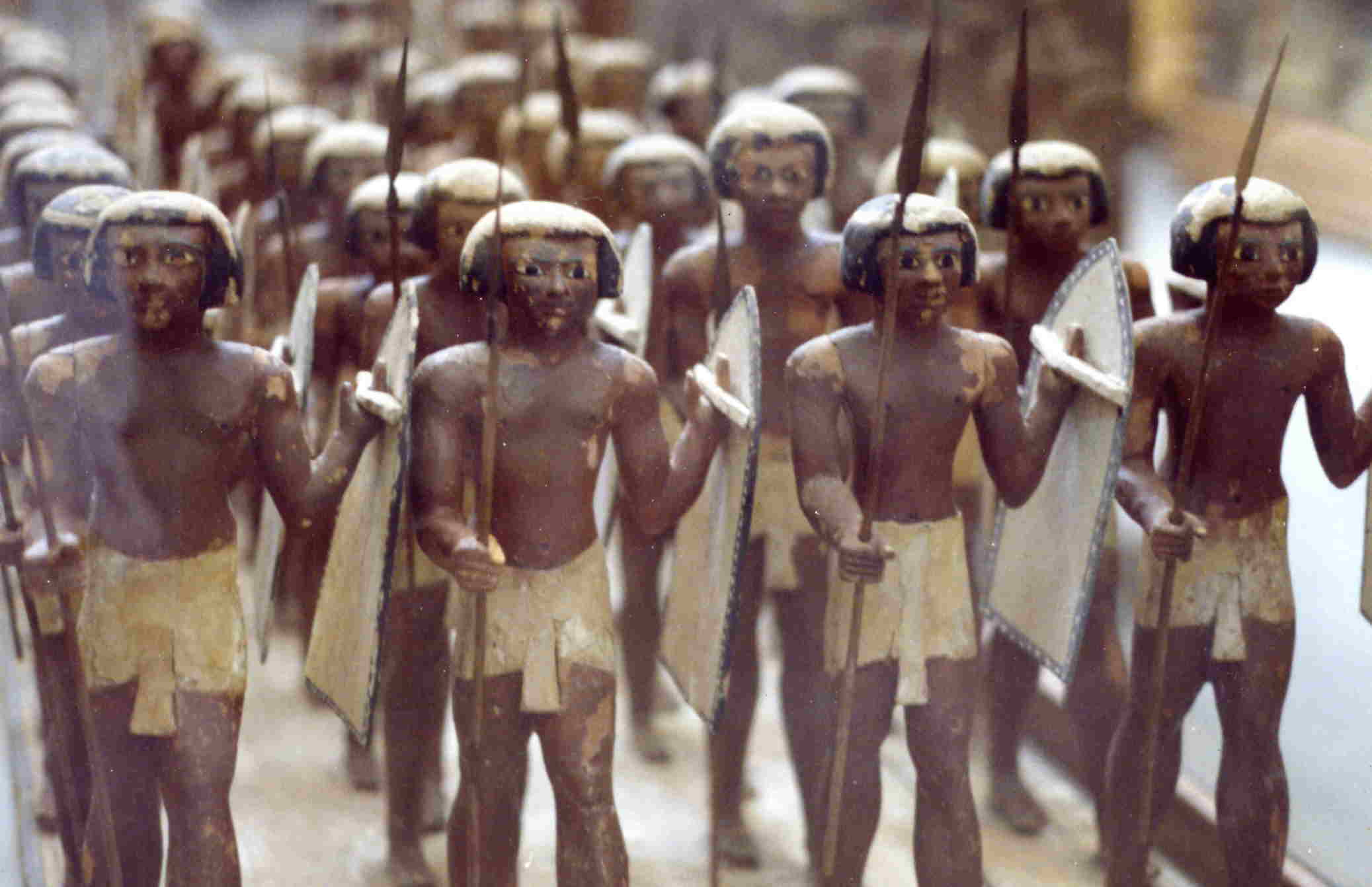
Figuras de soldados de la tumba de Mesehti (Dinastía XI). Museo Egipcio de El Cairo.

### Eparquía católica copta
El 10 de agosto de 1947, se estableció una eparquía católica copta (Diócesis Católica Oriental) de Asiut (o Licópolis) en el territorio del sur de Egipto separada de la eparquía católica copta de Luqsor (Luxor), cada una sufragánea del patriarca católico copto de Alejandría. Su sede episcopal es la catedral de la Madre del Divino Amor, en Asiut.

### Restos arqueológicos

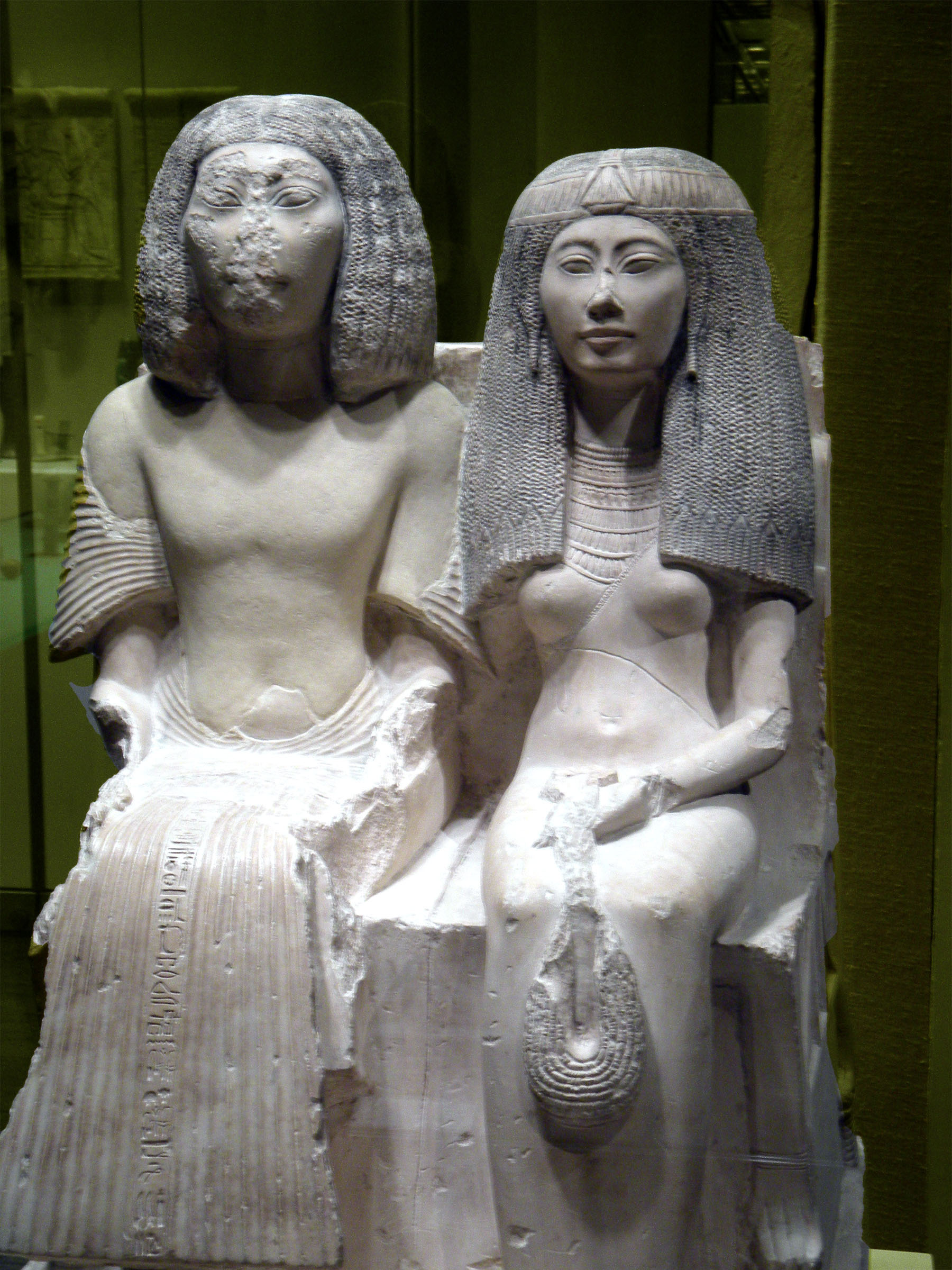
Estatua del escriba real principal Yuni de Asiut y su esposa Renenutet, 1290-1270 a. C. (Dinastía XIX).

De la antigua ciudad no quedan vestigios destacables, pero las tumbas excavadas en la montaña son magníficos monumentos donde se han encontrado momias de lobos, lo que confirma el origen de su nombre, así como una tradición conservada por Diodoro Sículo, según la cual un ejército etíope, que invadía Egipto, fue repelido más allá de la ciudad de Elefantina por manadas de lobos. Osiris era adorado bajo el símbolo de un lobo en Licópolis. Según la leyenda, habría venido 'de las sombras' como un lobo para ayudar a Isis y Horus en su combate contra Tifón (equivalente griego de Set). Otros restos más relevantes del Antiguo Egipto son sus cerámicas predinásticas badarienses rojas y negras, la necrópolis de Asiut (al oeste de la ciudad moderna) y varias tumbas de las dinastías X, XI, XII y ramésidas:
- Tumbas del Primer periodo intermedio de Egipto
- Tumbas del Reino Medio
- Tumba de Mesehti (nomarca), con soldados de madera en miniatura (Museo Egipcio de El Cairo)
- Tumba de Siese (chaty)
- Tumba de Amenhotep (médico jefe)

Ernesto Schiaparelli excavó las tumbas de los dignatarios del primer periodo intermedio. Un gran tesoro bizantino fue descubierto cerca de la ciudad a principios del siglo XX y ahora se encuentra disperso entre varios museos de Occidente. El tesoro está compuesto por algunas de las joyas más elaboradas que han sobrevivido desde la antigüedad tardía.
El Museo Egipcio de Turín posee diversos objetos encontrados en las tumbas de Djefayhapy, Shemes, Minhotep y Upuautemhat.

## Personas destacadas
- Coluto, poeta épico griego del siglo V
- Gamal Abdel Nasser (1918-1970), segundo presidente egipcio, residió allí entre 1921 y 1923
- Melicio de Licópolis (siglo III-327), obispo de Licópolis y fundador de los melicianos
- Plotino, filósofo griego de la etapa del imperio (207)
- Samir Ghanem (1937-2021), actor, comediante y cantante egipcio
- Shenouda III, Papa de los coptos y Patriarca de Alejandría. (1923-2012)
- Umar Makram (1750-1822), líder político egipcio en el momento de la invasión francesa de 1798